# Dülferstraße (metropolitana di Monaco di Baviera)
Dülferstraße è una stazione della metropolitana di Monaco di Baviera sulla Linea U2. Porta il nome dell'alpinista Hans Dülfer. Si trova nel quartiere di Monaco Hasenbergl. Fu creata dagli architetti Peter Lanz e Jürgen Rauch. La decorazione murale è di Ricarda Diez La stazione è stata inaugurata il 20 novembre 1993. È stata il capolinea della U2 dall'inaugurazione sino al 1996.